# Diplosoma listerianum
Diplosoma listerianum är en sjöpungsart som först beskrevs av Milne-Edwards 1841.  Diplosoma listerianum ingår i släktet Diplosoma och familjen Didemnidae. Enligt den svenska rödlistan är arten otillräckligt studerad i Sverige. Arten förekommer i Götaland. Artens livsmiljö är havet. Inga underarter finns listade i Catalogue of Life.